# Wendy Bruce
Pour les articles homonymes, voir Bruce.
Wendy Suzanne Bruce, née le 23 mars 1973 à Plainview (Texas), est une gymnaste artistique américaine. 

## Palmarès

### Jeux olympiques
- Barcelone 1992
  -  médaille de bronze au concours par équipes